# Ulf Lorensson
Ulf Harald Lorensson, född 17 april 1950 i Stockholm är en svensk skulptör.
Ulf Lorensson studerade vid Konstfack 1972-1974 och Kungliga konsthögskolan i Stockholm 1974-1980.
Lorensson undervisar i skulptur vid Nyckelviksskolan Lidingö.

## Separatutställningar
- 1986, Galleri Svenska Bilder, Stockholm.
- 1988, Bror Hjorths Hus, Uppsala.
- 1990, Galleri Aniara, Sollentuna.
- 1994, Galleri Doktor Glas, Stockholm.
- 1994, Karby Gård, Täby.
- 1994, Hanaholmen, Nordiskt Kulturcentrum, Helsingfors.
- 1997, Galleri Doktor Glas, Stockholm.
- 2003, Galleri Aniara, Sollentuna.
- 2003, Teatergalleriet, Stenkyrka Gotland.

## Samlingsutställningar

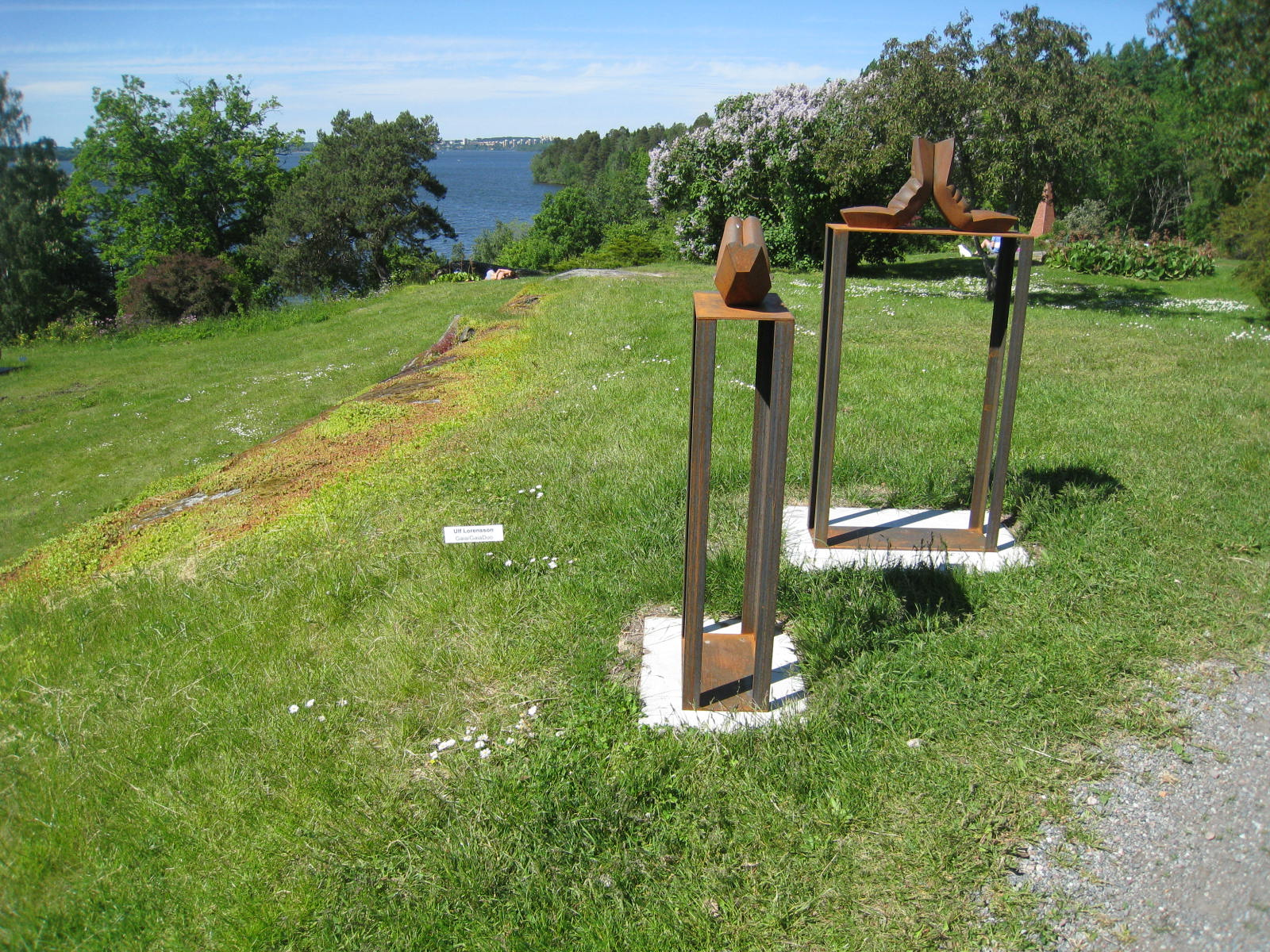
Skulptur i Görvälns skulpturpark, Järfälla kommun.

- 1996, Görvälns skulpturpark vid Görvälns slott, Järfälla kommun.
- 1996, På Tröskeln, Edsvik Konst & Kultur, Sollentuna.
- 2000, Skulpturstråket, Kulturpark Liljeholmen Stockholm.
- 2001, Rottneros Park Sunne.
- 2002, Stockholm 750 år, Skeppsholmen Stockholm.
- 2005, EGET, Lidingö Stadshus.

## Offentlig utsmyckning

### Utsmyckningsuppdrag i urval
- 1991-1992 "Hexagoner" Terrazzo golv och bronsskulpturer, Hjälmstaskolan, Vallentuna.
- 1994, Tidpelare, Stavlimmad björk Nytorpshemmet, Sollentuna. Flyttad 2006 till Sollentuna Bibliotek.
- 1998, HiHat, Bronsskulptur och ljudinstallation, Hornsgatan, Stockholm.
- 1999, Solitär & Komplementär Duo, Uppsala. Akademiska Sjukhus, Uppsala.
- 2000, Heureka, Sjön Trekanten Stockholm.
- 2006, Ringar På Vatten, Trosa. Vattenspegling Hoburgsmarmor, Brons.
- 2006, Formgivning av ny logotyp för Skulptörförbundet.

## Stipendier
- Bildkonstnärsfonden 1996.
- Sollentuna Kommuns Kulturstipendium 1998.

## Källa
- Ulf Lorensson i Lexikonett Amanda.